# أنتي هينولا
أنتي هينولا (بالفنلندية: Antti Heinola)‏ هو لاعب كرة قدم فنلندي في مركز الدفاع، ولد في 20 مارس 1973 في هلسنكي في فنلندا. شارك مع منتخب فنلندا لكرة القدم. أما مع النوادي، فقد لعب مع كوينز بارك رينجرز ونادي إيمن ونادي هلسنكي وهيراكليس ألميلو.

## وصلات خارجية
- أنتي هينولا على موقع قاعدة بيانات كرة القدم.إي يو (الإنجليزية)
- أنتي هينولا على موقع ناشيونال فوتبول تيمز (الإنجليزية)
- أنتي هينولا على موقع Soccerbase.com (لاعب) (الإنجليزية)